# 里奇伍德 (喬治亞州)
里奇伍德（英語：Richwood）是位於美國喬治亞州杜利縣的一個非建制地區。該地的面積和人口皆未知。

## 地理
里奇伍德的座標為32°02′31″N 83°47′11″W / 32.04194°N 83.78639°W，而該地的平均海拔高度為104米（即341英尺）。